# Hillia maida
Hillia maida är en fjärilsart som beskrevs av Dyar 1904. Hillia maida ingår i släktet Hillia och familjen nattflyn. Inga underarter finns listade i Catalogue of Life.